# Бернхард фон Спанхайм
Бернхард фон Спанхайм (на немски: Bernhard von Spanheim, * 1176 или 1181, † 4 януари 1256, Фьолкермаркт) от род Спанхайми, е един от най-значимите херцози на Каринтия от 1202 до 1256 г.

## Биография
Той е вторият син на херцог Херман (II) († 4 октомври 1181) и Агнес Бабенберг († 1182), дъщеря на херцог Хайнрих II Язомиргот от Австрия, вдовица на крал Ищван III от Унгария.
Бернхард последва през 1202 г. брат си Улрих II фон Спанхайм като херцог на Каринтия. В началото той е привърженик на Филип Швабски, след това на Ото IV, и от 1213 г. на Фридрих II.
Той основава град Клагенфурт, през 1231 г. манастир Костаниевица (Мариябрун) в Крайна. Бернхард има чрез съпругата си Юдит, дъщеря на крал Отокар I Пршемисл, тесни връзки с бохемската кралска фамилия Пршемисловци.
Бернхард е погребан във фамилната гробница в манастир „Св. Паул“ в Лавантал.

## Фамилия
Бернхард се жени през 1213 г. за Юдита Пршемисловна († 1230), дъщеря на бохемския крал Отокар I и втората му съпруга Констанция Арпад от Унгария. Те имат децата:
- Улрих III († 27 октомври 1269), херцог на Каринтия 1256 до 1269, господар на Крайна от 1251
- Филип фон Спанхайм (* 1220, † 22 юли 1279), архиепископ на Залцбург 1247 – 1256, патриарх на Аквилея 1269 – 1272
- Маргарета († 1249)
- Бернхард († пр. 1249)